# Craspedosis amaura
Craspedosis amaura är en fjärilsart som beskrevs av W. Warren 1907. Craspedosis amaura ingår i släktet Craspedosis och familjen mätare. Inga underarter finns listade i Catalogue of Life.